# Deux de la réserve
Pour plus de détails, voir Fiche technique et Distribution.
Deux de la réserve est un film français réalisé en 1938 par René Pujol, sorti en 1939.

## Fiche technique
- Titre : Deux de la réserve
- Réalisation : René Pujol
- Assistant réalisateur : Gilles Grangier
- Scénario : Andrew Brunelle et Roger Ferdinand
- Dialogues : Roger Ferdinand
- Photographie : Nicolas Toporkoff, Pierre Montazel, Noël Martin et Antoine Nalpas
- Décors : Aimé Bazin
- Musique : Vincent Scotto
- Chanson : Geo Koger, René Pugol et Emile Audiffred
- Société de production : S.N.P.F.
- Pays d'origine :  France
- Format :  Noir et blanc - son mono
- Genre : Comédie
- Durée : 80 minutes
- Date de sortie : 
  - France, 19 avril 1939

## Distribution
- Tichadel
- Marcel Rousseau
- Myno Burney
- Marcel Simon
- Dora Henriquez
- Anthony Gildès
- Charles Lemontier
- Alexandre Mihalesco
- André Numès Fils
- Maurice Lagrenée
- Gaston Mauger
- Fernand Fabre
- Louis Vonelly

## À propos du film
- « Deux de la réserve, du prolifique René Pujol, avec les comiques girondins Tichadel et Rousseau, les Laurel et Hardy du pauvre » (Françoise Puaux,  Le Comique à l'écran, Corlet, 1997, p. 128)